# Anton d’Antoni
Anton d’Antoni (* 25. Juni 1801 in Palermo; † 1859) war ein österreichischer Opernkomponist.

## Leben
Anton d’Antonis Vater und dessen Vater waren bereits Musiker. Zwölfjährig komponierte er eine Messe zum Feiertage der heiligen Cäcilia von Rom. Diese Messe wurde gut aufgenommen. Die Oper Un Duello komponierte er  im Alter von 18 Jahren.
Später ging er als Operndirektor nach Syrakus. Dort entstand sein Werk gli Amanti burlati. Danach wurde er in diesem Amte nach Malta berufen. Um sich fortzubilden, reiste er durch England und Frankreich. Nachdem  er zurückgekehrt war, ließ er sich als Musiklehrer in Venedig nieder und bildete die Musikbande des ungarischen Regiments Fürst Wied aus, deren Direktor er war.
Später wohnte er in Triest und fungierte bei dem Infanterieregiment Fürst Leopold von Sizilien als Direktor der Musikbande. Außerdem schrieb er in Triest klassische Stücke und freundete sich mit Giovanni Pacini sowie mit  Giacomo Meyerbeer an. Letzterer ließ d’Antonis Werk Kreuzfahrer in Aegypten aufführen. Eine weitere Oper, Armina, war ebenfalls beliebt und daher teils für ein Werk Meyerbeers gehalten.
Nach seiner Triester Zeit verbrachte d’Antoni sein Leben in Florenz. Dort schuf er die Oper Amazilda und fand in Gaetano Donizetti sowie Vincenzo Bellini Freunde. Darauf kehrte er zurück nach Triest. Dort gründete er die  am 23. April 1851 eröffnete philharmonische Gesellschaft Academia filarmonica, die in der Gräfin Maria Wimpfen eine Schirmherrin fand. 
Bereits in frühen Jahren hatte d’Antoni eine philharmonische Gesellschaft gegründet, die zwölf Jahre bestehen blieb. Sie nannte sich L’Apollinea.

## Werke
- Un Duello
- gli Amanti burlati
- Il Peregrino
- Kreuzfahrer in Aegypten
- Armina
- Amazilda
- Giovanna Grey